# Дадааб
Дадааб (сом. Dhadhaab) — місто в окрузі Гарісса, Кенія. У ньому знаходиться база УВКБ ООН, яка станом на 2024 рік, приймала 302 805 зареєстрованих біженців і шукачів притулку у чотирьох таборах (Дагахалей, Хагадера, Іфо та Іфо 2), що робить його другим найбільшим у світі табором після табору біженців Кутупалонг. Центром керує Управління Верховного комісара ООН у справах біженців, а його діяльність фінансується іноземними донорами. У 2013 році УВКБ ООН, уряди Кенії та Сомалі підписали тристоронню угоду про полегшення репатріації сомалійських біженців з комплексу Дадааб.

## Заснування

### Будівництво

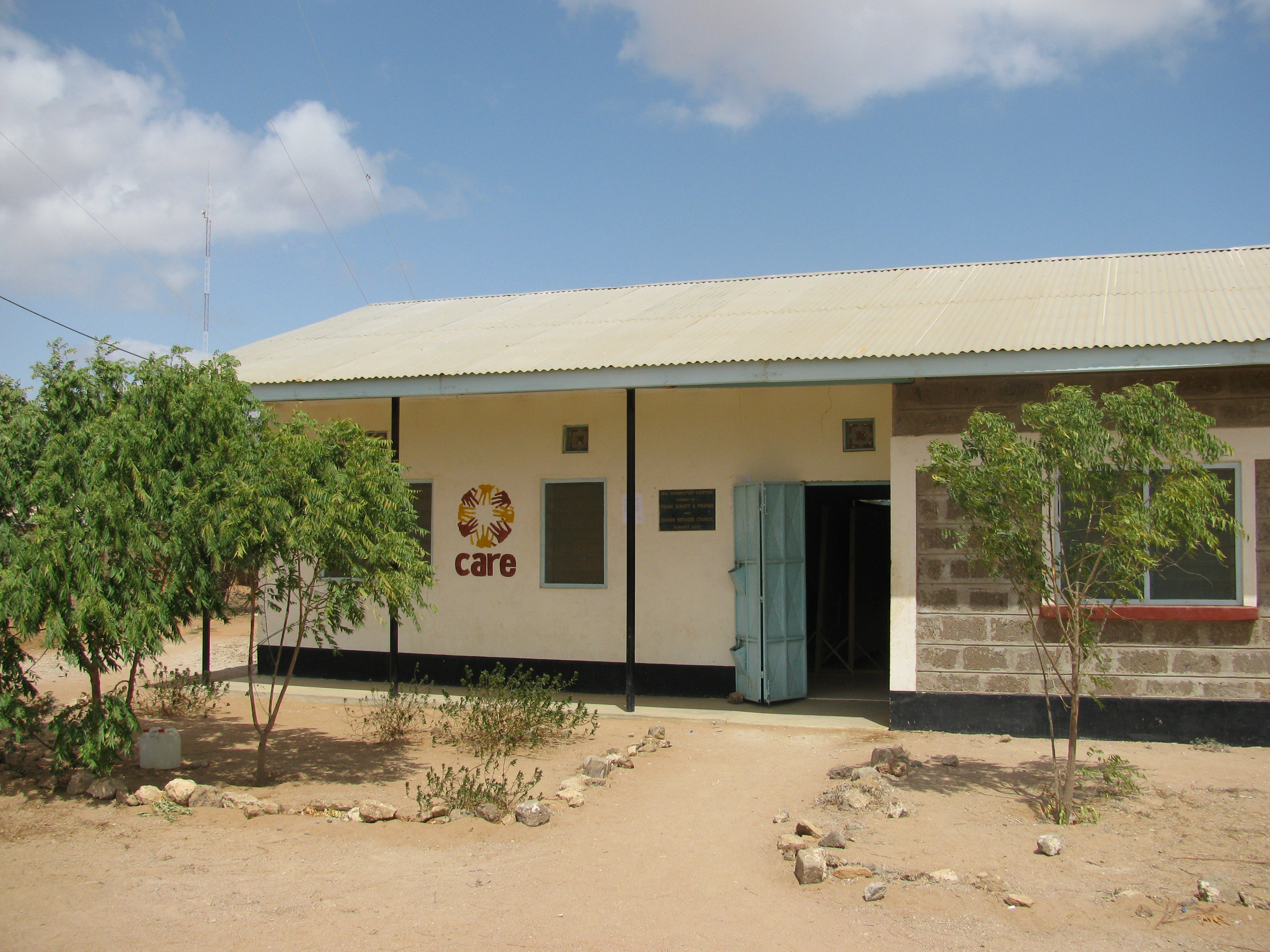
Молодіжний центр CARE в Дадаабі.

Табори Дагахалей, Хагадера та Іфо були збудовані в 1992 році. У 2011 і 2013 роках через сильну посуху було відкрито два нових табори для біженців, коли прибуло 164 000 нових біженців із Сомалі. Хагадера є найбільшим з таборів, у якому перебуває трохи більше 74 744 осіб і 17 490 домогосподарств. Ifo[що?] є найменшим табором із 65 974 біженцями.

### Зростання та зменшення чисельності населення

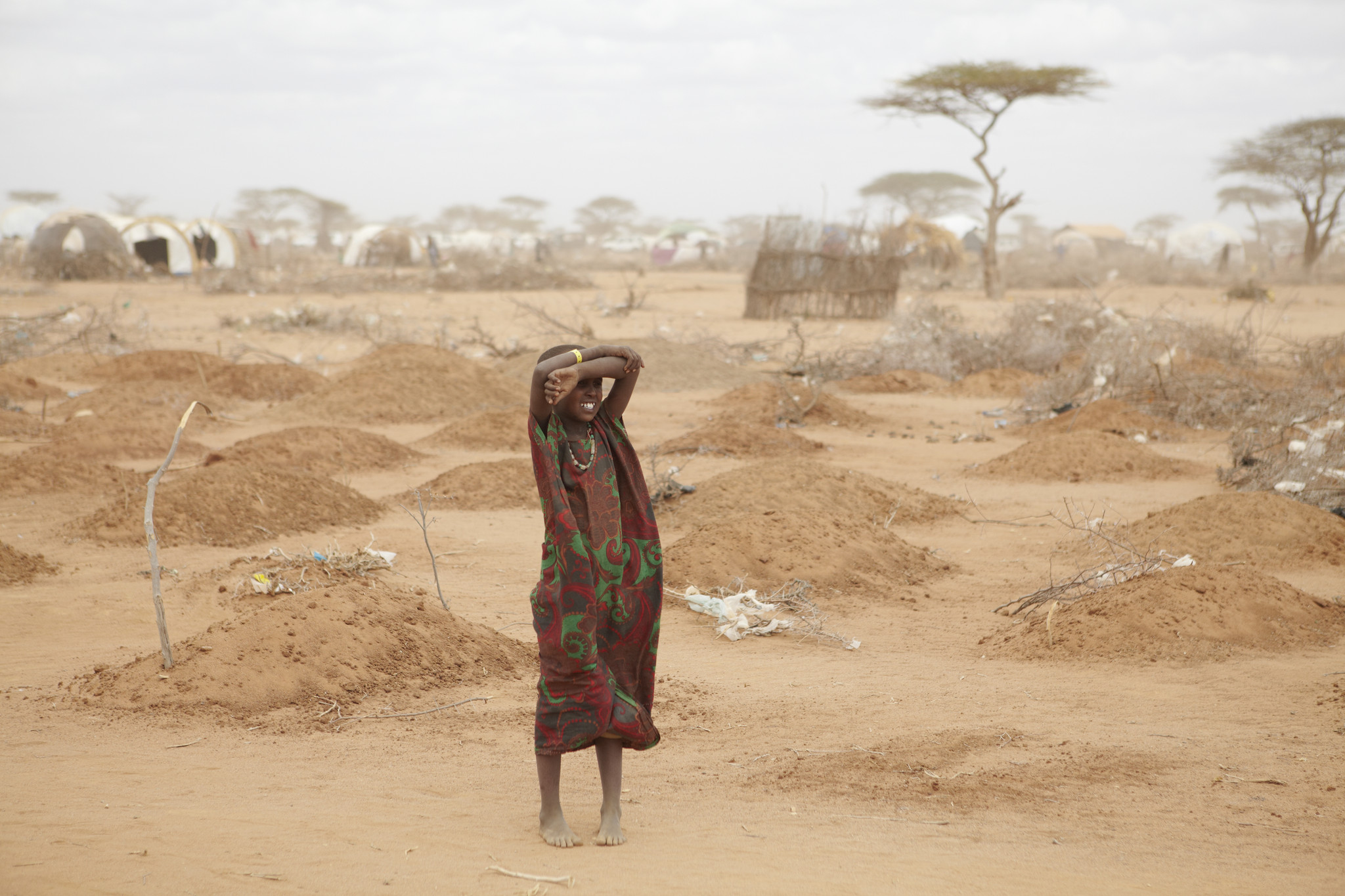
Щойно викопані могили для дітей-жертв посухи в Східній Африці 2011 року, Дадааб

Люди вперше почали прибувати до комплексу Дадааб незабаром після його будівництва в 1992 році, під час громадянської війни в Сомалі. Коли біженці прибувають до табору, уряд Кенії їх реєструє та знімає відбитки пальців. Однак самими таборами керує УВКБ ООН, а інші організації безпосередньо відповідають за конкретні аспекти життя мешканців. CARE контролює гігієну, водопостачання та санітарію, а також управління складами, а Всесвітня продовольча програма (WFP) розподіляє харчові пайки. До 2003 року лише Лікарі без кордонів (MSF) надавали біженцям доступ до медичної допомоги. Зараз охорона здоров'я децентралізована. Кенійське Товариство Червоного Хреста (KRCS) надає медичні послуги в таборі біженців Іфо. Хоча біженці, які прибувають у Дадааб, отримують допомогу від кожної з цих організацій, допомога часто не надається негайно через перенаселеність. Інші організації з надання допомоги включають Датське агентство у справах біженців (DRC), Норвезьке агентство у справах біженців (NRC), Windle International, Лютеранська всесвітня федерація, Центр для жертв тортур. У липні 2011 року через посуху в Східній Африці, у Дадааб прибували понад 1000 людей кожного дня. Наплив біженців створив велике навантаження на ресурси, оскільки місткість таборів становила близько 90 000 біженців, тоді як у липні 2011 року табори приймали 439 000 біженців, згідно з даними УВКБ ООН. Згідно з підрахунками організації «Лікарі без кордонів», до кінця 2011 року ця кількість збільшилася до 500 000. Це зробило Дадааб найбільшим табором для біженців у світі. За даними Всесвітньої лютеранської федерації, військові дії в зонах конфлікту на півдні Сомалі та розширення операцій з надання допомоги до початку грудня 2011 року значно скоротили рух мігрантів у Дадааб. До 2024 року в Дадаабі проживало понад 380 000 людей.
| Розташування | 2014    | 2013    | 2012    | 2011    | 2010    | 2009   | 2008   | 2007   | 2006   |
| ------------ | ------- | ------- | ------- | ------- | ------- | ------ | ------ | ------ | ------ |
| Дагахалей    | 88,486  | 104,565 | 121,127 | 122,214 | 93 470  | 93,179 | 65,581 | 39,626 | 39,526 |
| Хагадера     | 106,968 | 114,729 | 139,483 | 137,528 | 101,506 | 83,518 | 90,403 | 70,412 | 59,185 |
| Ifo          | 83 750  | 99,761  | 98,294  | 118,972 | 97,610  | 79,424 | 79,469 | 61,832 | 54,157 |

## Демографія

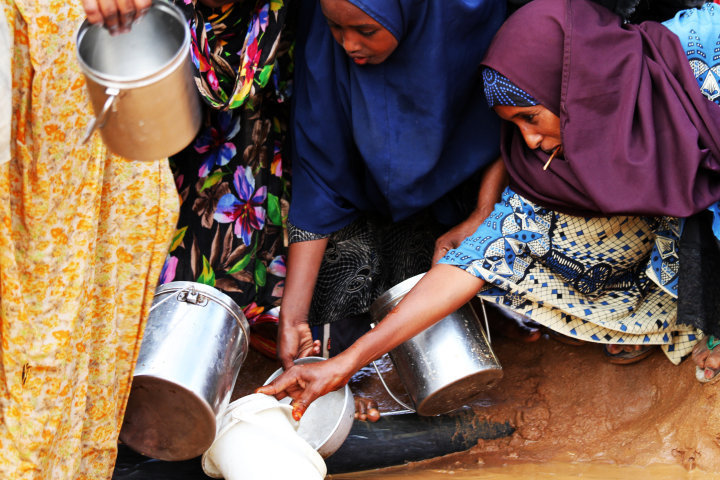
Жінки роздають воду біля джерела.

До відкриття бази УВКБ ООН місцеве населення міста традиційно складалося з кочових етнічних сомалійських скотарів, які в основному пасли верблюдів і кіз. Проте з 1990-х років наплив біженців різко змінив демографічну картину регіону. Більшість людей, які живуть у Дадаабі, втекли від громадянської війни на півдні Сомалі, а також через посухи. За даними Human Rights Watch, більшість із цих переміщених осіб належать до етнічної меншини банту, а також до клану Раханвейн. Більшість останніх мігрували з південної долини Джубба та регіону Гедо, решта прибула з Кісмайо, Могадішо та Бардери.
У 2005 році близько 97 % зареєстрованих біженців у Дадаабі були мусульманами з Сомалі. Решта в основному складалася з мусульман із регіону Сомалі (Огаден) в Ефіопії, ефіопських християн і суданських християн, загалом 4000 осіб. Хоча мусульманські меншини не зазнавали жодних переслідувань, за повідомленнями, напруга у відносинах з християнськими меншинами була високою.
За даними УВКБ ООН, станом на середину 2015 року 80 % жителів були жінками та дітьми, 95 % з них були громадянами Сомалі. Щороку в таборах Дадааб народжуються тисячі дітей. Деякі дорослі провели все своє життя як біженці в комплексі.
У 2024 році в таборі все ще було понад 97 відсотків сомалійців, але тут також проживали люди з Демократичної Республіки Конго, Судану, Південного Судану, Бурунді, Еритреї та Ефіопії.

## Інфраструктура

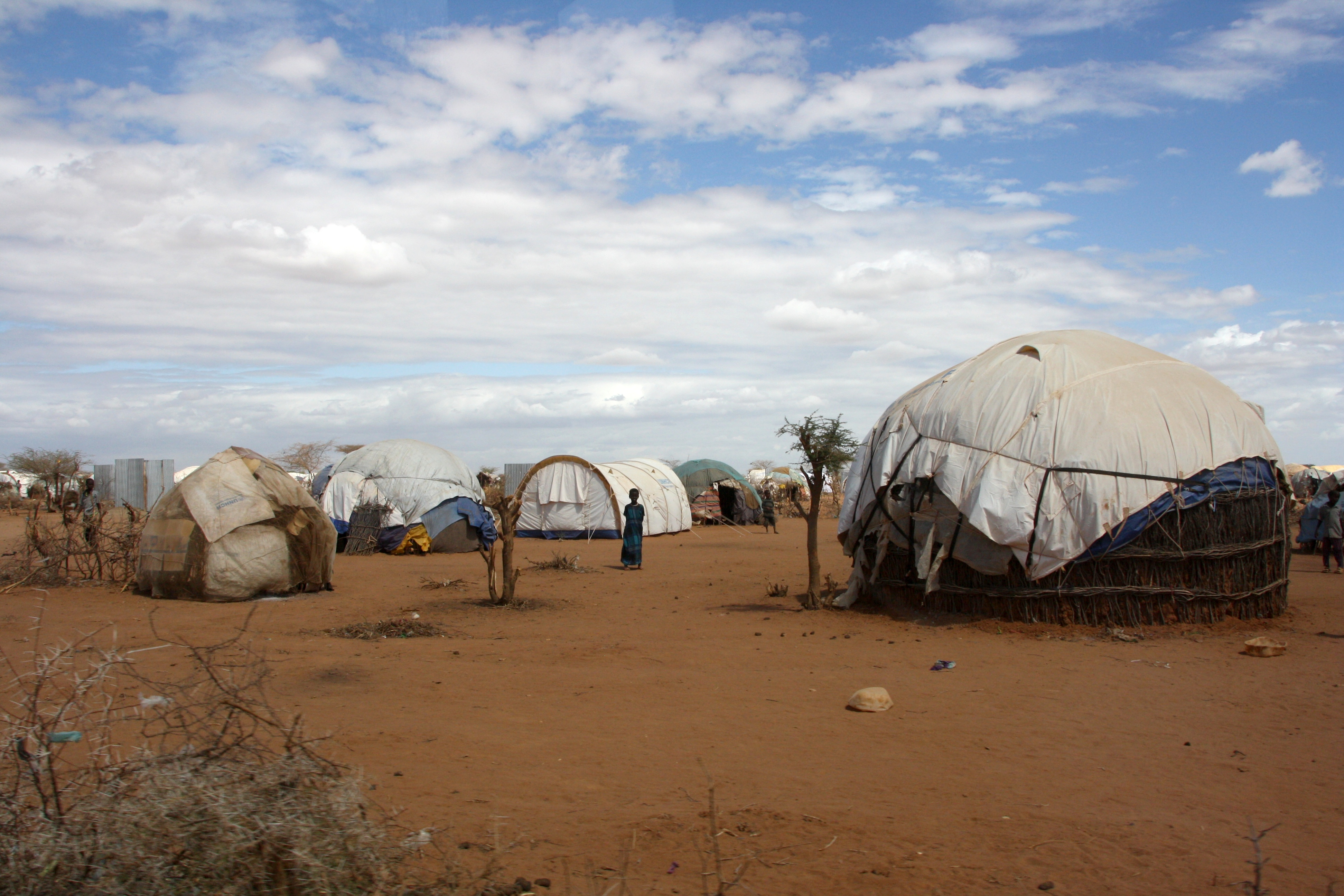
Укриття на території комплексу.

Комплекс таборів для біженців у Дадаабі настільки великий, що його часто порівнюють із містом. Подібно до типового міського району, Дадааб містить громадські будівлі, такі як школи та лікарні. Табір Ifo II, наприклад, включає релігійні приміщення, центр для інвалідів, поліцейські дільниці, кладовища, автобусну станцію тощо. Крім того, він розроблений у вигляді сітки, з ринком з одного боку та зеленим поясом у центрі багатьох ліній наметів.
Біженці в Дадаабі зазвичай живуть у наметах, виготовлених із целафану та розподілених УВКБ ООН. Хоча багато мешканців добровільно репатріювалися, табори все ще переповнені та перевищують заплановану місткість. До 2024 року багато жителів побудували будинки, щоб захиститися від спеки, використовуючи глину, металеві листи та гілки дерев. У середньому в кожній родині проживає чотири особи.

### Освіта

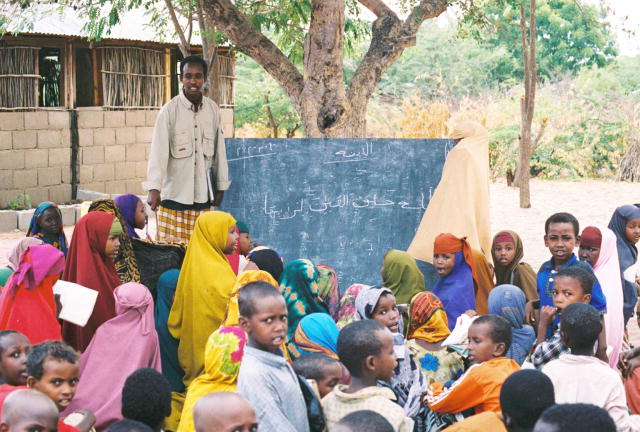
Школа під відкритим небом у Дадаабі

За словами комісара у справах біженців Кенії, коли мігранти вперше почали прибувати до міста Дадааб із Сомалі, усі вони були освіченими. Огляд, проведений у 2011 році, виявив, що доступ до освіти в Дадаабі був значно обмежений, що обмежувало можливості біженців у центрі знайти роботу та стати менш залежними від гумонітарної допомоги. У 2011 році в Дадаабі була лише одна середня школа. Ті, хто зміг здобути там освіту, можуть отримати роботу в агенціях допомоги, таких як CARE, WFP або GTZ, які розподіляють ресурси для біженців. Ті, хто не мав освіти, можуть працювати в ресторанах або допомагати вантажити й розвантажувати вантажівки.
Міністерство освіти Сомалі оголосило, що всі учні середньої школи центру, які є громадянами Сомалі, матимуть право на стипендію для здобуття вищої освіти. Для подальшого вдосконалення освітніх стандартів у 2013 році було розпочато новий проект, який фінансується Європейським Союзом. Ініціатива була розрахована на три роки, на її навчальну програму було виділено 4,6 мільйона доларів.
У школах таборів у 2024 році навчалося понад 70 тисяч учнів. Школи побудовані з каменю, а для додаткового простору використовуються довгі білі намети.

### Охорона здоров'я

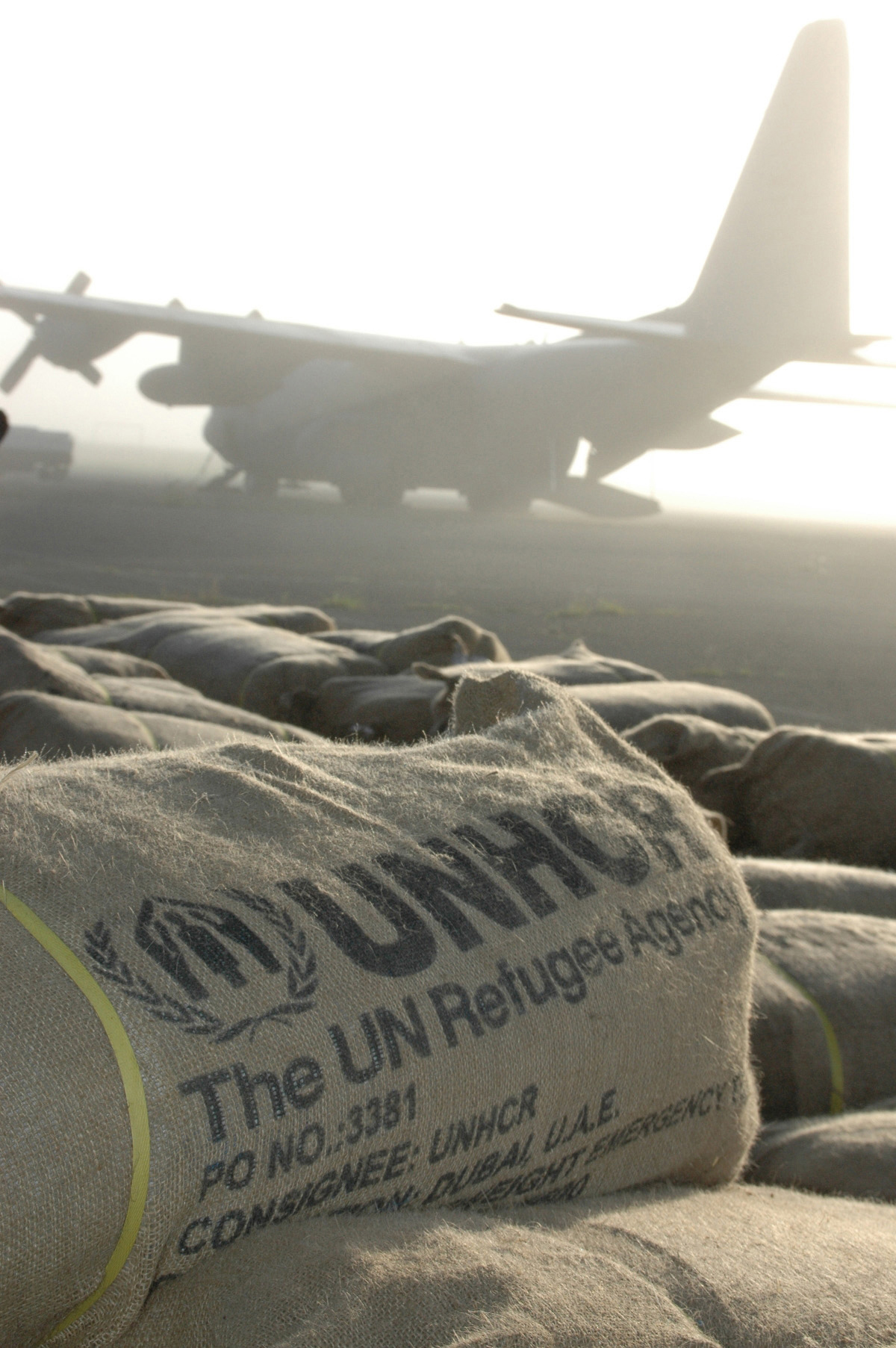
Пакунки УВКБ ООН на випадок повені.

Німецьке товариство технічного співробітництва (GTZ) надає базову медичну допомогу. Кожного дня близько 1800 біженців отримують амбулаторне лікування в лікарнях у таборах. З 2015 року в Дадаабі працює найбільша в Африці свердловина на сонячних батареях, яка оснащена 278 сонячними батареями та забезпечує 16 000 мешканців комплексу в середньому щодня близько 280 000 літрами води.
Місцеві ризики для здоров'я ускладнюються перенаселеністю. Вони включають діарею, респіраторні захворювання, лихоманку, кір, холеру. Потенційною проблемою також є гепатит Е, оскільки в приміщеннях часто неякісна санітарія та нечиста вода.

До кінця 2011 року більше 25 % мешканців комплексу перебували в ньому через посухи у Східній Африці.Біженці отримують продовольчі пайки, що містять зернові, бобові, олію та цукор, від Всесвітньої продовольчої програми (ВПП). Їжу зазвичай спочатку роздають дітям віком до п'яти років, оскільки вони піддаються найбільшому ризику для здоров'я. На ринках кожного з таборів продаються свіжі продукти. Однак через обмежені можливості доходу більшість жителів не можуть собі їх дозволити. Деякі використовували такі інновації, як багатоповерхові сади, щоб доповнити раціон. Для їх спорудження потрібні лише базові матеріали. Також вони потребують менше води.

### Навколишнє середовище

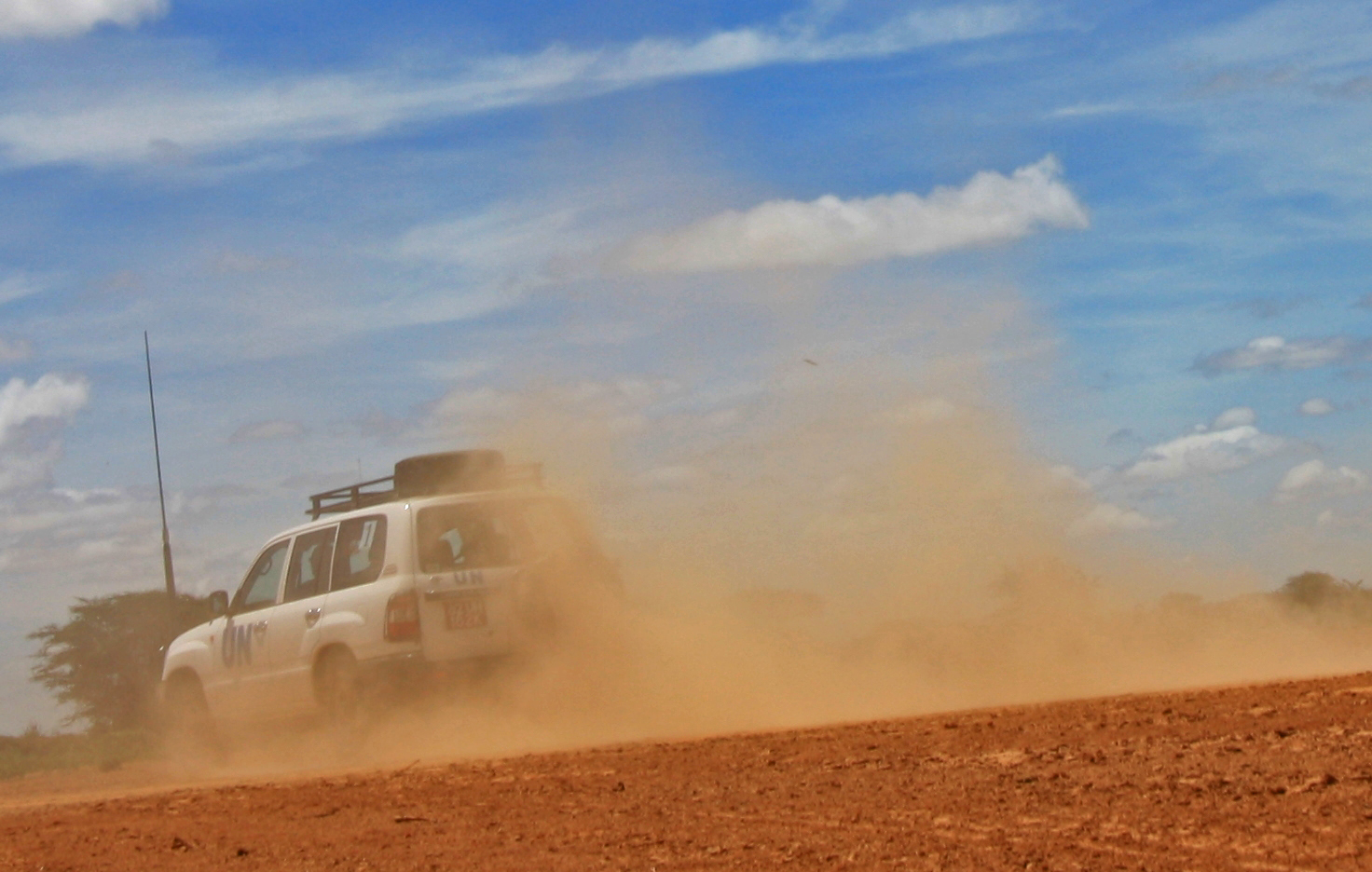
Автомобіль ООН подорожує посушливим районом Дадааб.

Вирубка лісів сильно впливає на життя жителів Дадааба. Хоча вони зазвичай змушені залишатися в таборі, мешканцям часто доводиться покидати його через пошуки дров і води. Тому вони змушені подорожувати усе далі через знищені ліси у прилеглих районах. Це робить жінок і дівчат вразливими до насильства, коли вони йдуть до лісу чи повертаються до табору.
У 2006 році регіон сильно постраждав від повені. Понад 2000 будинків у таборі Ifo були зруйновані, через що понад 10 000 біженців були переселені. Єдина під'їзна дорога до табору та до міста також була відрізана повінню, що перешкоджало постачанню необхідних припасів.
У 2011 році посуха у Східній Африці спричинила різке зростання населення таборів, посиливши навантаження на ресурси. До лютого 2012 року агенції з надання допомоги перемістили акцент на зусилля з відновлення табору, включаючи створення зрошувальних каналів і розповсюдження насіння рослин. Вважається, що довгострокові стратегії національних урядів у поєднанні з агентствами розвитку пропонують найбільш стійкі результати. Кількість опадів також перевищила очікування, і річки знову розлилися, покращуючи перспективи гарного врожаю на початку 2012 року.

### Безпека

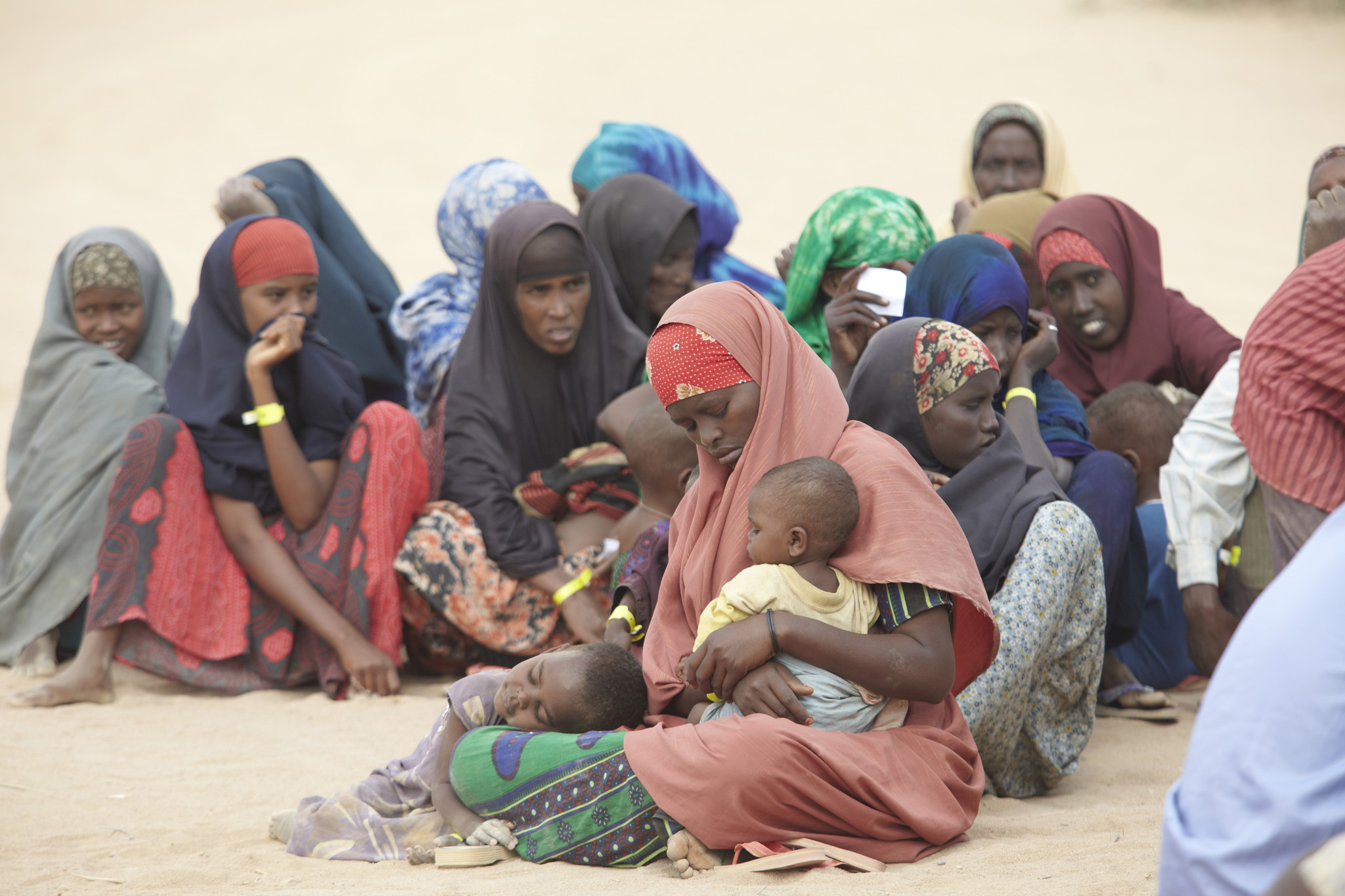
Новоприбулі сомалійські біженці біля табору

Уряд Кенії (GOK) не захищає біженців у центрі УВКБ ООН. Це призвело до небезпечних умов життя та спалахів насильства. Оскільки вони не захищені законом і не можуть мати національне посвідчення особи Кенії, біженці постійно знаходяться під загрозою арешту. Крім того, уряд Кенії перевіряє етнічних сомалійців і ефіопів частіше за інших жителів.
Хоча всі біженці в таборі знаходяться під загрозою насильства, УВКБ ООН і CARE визнали жінок і дітей особливо вразливими. Вони створили відділ під назвою «Вразливі жінки та діти» (VWC) для вирішення проблем насильства. Станом на серпень 2015 року 60 % загального населення Дадаабу було молодше 18 років. Відділ VWC визначив сиріт, вдів, розлучених, жертв зґвалтувань та інвалідів, як найбільш вразливих. Вони пропонують консультації, додаткові харчові пайки та запаси, а також поради щодо того, як заробляти та бути фінансово самостійним. Однак ефективність цих зусиль сумнівна.

### Господарсько-правовий статус

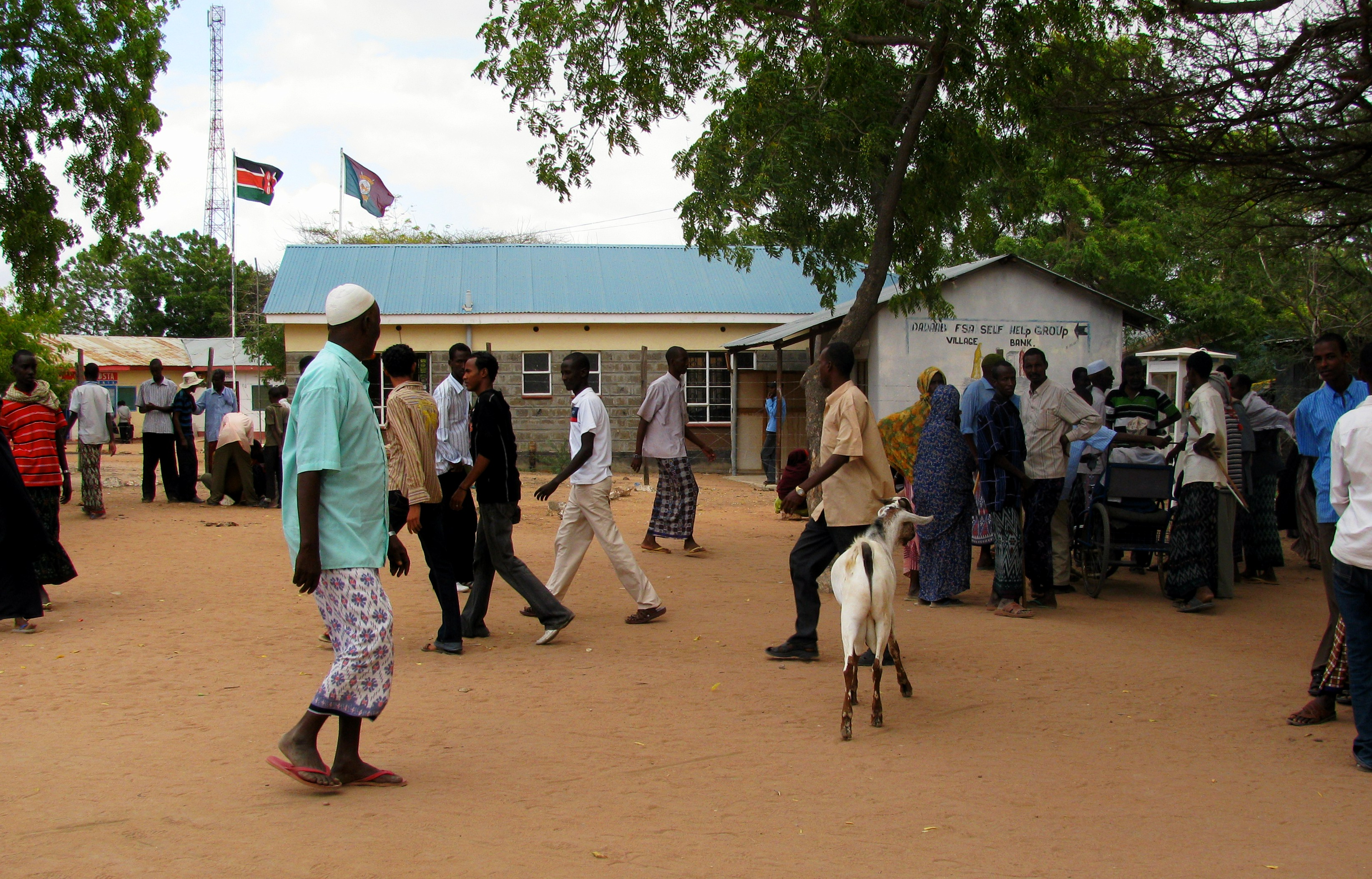
Центр міста Дадааб

Роботи комплексу фінансуються іноземними донорами. Незважаючи на це, громадськість  в Кенії вважає, що біженці загалом спричиняють навантаження на економіку. Проте дослідження показали, що багато біженців здебільшого є економічно самодостатніми.
Щоб спробувати ще більше підвищити економічну незалежність біженців, які проживають у Дадаабі, CARE ініціювала програми мікрофінансування, які є особливо важливими для заохочення жінок до відкриття власного бізнесу. Однак останні наукові дослідження виявили деякі недоліки мікрофінансування, стверджуючи, що воно має непередбачені негативні наслідки. Мікрофінансування зазвичай вимагає від позичальників сплачувати дуже високі процентні ставки.

## Репатріація та розселення

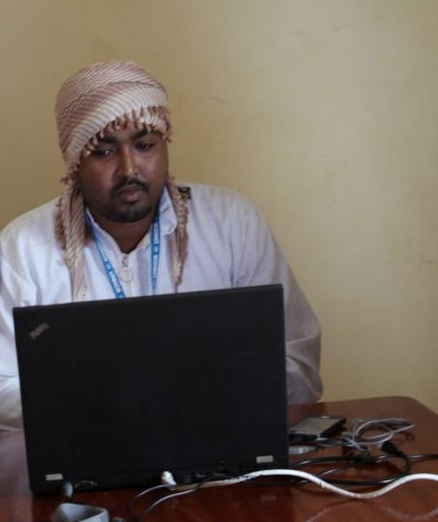
Спеціаліст УВКБ ООН у Сомалі з репатріації.

У листопаді 2013 року міністерства закордонних справ Сомалі та Кенії та УВКБ ООН підписали тристоронню угоду в Могадішо, що відкриває шлях для добровільної репатріації громадян Сомалі, які проживають у Дадаабі. Обидва уряди також погодилися сформувати комісію з репатріації для координації повернення біженців. Ця спроба репатріації була відповіддю на атаку на торговий центр Westgate у Найробі та переконання, що бойове угруповання Аль-Шабаб, відповідальне за атаку, використовувало Дадааб для вербування нових членів.
У 2014 році УВКБ ООН допомогло переселитися з Кенії 3562 біженцям із Сомалі. Трохи більше 2000 осіб повернулися до районів Луук, Байдоа та Кісмайо на півдні Сомалі в рамках проекту репатріації. Незважаючи на ці схвалені урядом схеми репатріації, більшість тих, хто повернувся, натомість репатріювалися самостійно. До лютого 2014 року приблизно від 80 000 до 100 000 жителів добровільно репатріювалися до Сомалі, що значно зменшило населення таборів.
Після нападу на університетський коледж Гарісси в квітні 2015 року, в результаті якого загинуло 148 осіб, уряд Кенії звернувся до УВКБ ООН з проханням репатріювати решту біженців у визначену територію в Сомалі протягом трьох місяців. Повідомляється, що пропоноване закриття табору було викликане побоюванням, що Аль-Шабаб все ще набирає членів з Дадааб. Деякі біженці визнавали, що занепокоєння, спричинене тим, що кенійський уряд неодноразово погрожував закрити табори, було достатнім мотивом, щоб переконати їх залишити Дадааб, де вони живуть без роботи чи надійного доступу до ресурсів. Тому вони бачили більші можливості для себе на батьківщині. Інші поставили під сумнів обґрунтування уряду для закриття таборів, відкинувши заяви про терористичні елементи, як безпідставні та відмовившись виїхати.
Федеральний уряд Сомалі та УВКБ ООН підтвердили, що репатріація й надалі буде добровільною відповідно до тристоронньої угоди, і що вісім районів Сомалі, звідки прибула більшість осіб, офіційно визнані безпечними для репатріації. Уряд Кенії періодично погрожує закрити табори для біженців Дадааб і Какума. У травні 2016 року він оголосив, що вже розформував місцевий Департамент у справах біженців у рамках цього кроку, посилаючись на інтереси національної безпеки як головну причину примусової репатріації. УВКБ ООН вважає односторонню заяву влади Кенії безвідповідальною та намагається укласти угоду, щоб продовжити існування таборів.